# Gyula Zsengellér

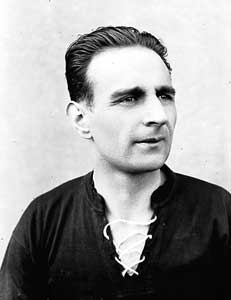
Gyula Zsengellér

Gyula Zsengellér [ˈɟulɒ ˈʒɛŋɡɛleːr] (* 27. Dezember 1915 in Cegléd, Österreich-Ungarn; † 29. März 1999 in Nikosia, Zypern) war ein ungarischer Fußballspieler und -trainer.

## Karriere
Der Stürmer Zsengellér spielte von 1936 bis 1947 bei Újpest Budapest und erzielte in dieser Zeit 387 Tore. Damit ist er bis heute Dritter in der ewigen Bestenliste der ungarischen Liga. 1947/48 wurde er Profi in der italienischen Serie A beim AS Rom. Nach einem weiteren Wechsel 1949/50 zu Anconitana Ancona ging er 1951 nach Südamerika zum kolumbianischen Club Deportivo Samarios. Hier beendete er 1952 seine Laufbahn.

### Vereine
- Salgyrtarian 1935/36 24 Spiele, 19 Tore
- Újpest Budapest, Nemzeti Bajnokság I 1936–1946/47 387 Tore
- AS Rom, Serie A 1947/48 28 Spiele
- AS Rom, Serie A 1948/49 6 Spiele
- Anconitana Ancona, Serie C 1949/50
- Anconitana Ancona, Serie B 1950/51
- Deportivo Samarios 1951

### Zusammenfassung
- Serie A 34 Spiele
- Nemzeti Bajnokság I 387 Tore

### Nationalmannschaft
Für die ungarische Fußballnationalmannschaft nahm er an der Fußball-Weltmeisterschaft 1938 in Frankreich teil. Mit seinen Toren hatte er maßgeblichen Anteil am Vizeweltmeistertitel der Ungarn. Im Finale unterlagen sie mit 2:4 gegen Italien. Mit sechs Treffern wurde Zsengellér Zweiter in der Torschützenliste hinter dem Brasilianer Leônidas da Silva. Insgesamt brachte er es auf 39 Länderspiele und erzielte dabei 32 Tore.